# 7人制ラグビー女子オランダ代表
7人制ラグビー女子オランダ代表（英語: Netherlands women's national rugby sevens team）は、国際大会に派遣される7人制ラグビーの女子オランダ代表チームである。
ワールドラグビーセブンズシリーズ、ラグビーワールドカップセブンズなどに出場している。

## 歴史
2009年、ラグビーワールドカップセブンズに初出場。
その後2012年、ワールドラグビーセブンズシリーズに参加。

## 成績

### 夏季オリンピック
| 年   | ラウンド  | 順位     | 試       | 勝       | 負       | 分       |
| ---- | --------- | -------- | -------- | -------- | -------- | -------- |
| 2016 | 出場なし  | 出場なし | 出場なし | 出場なし | 出場なし | 出場なし |
| 2021 | 出場なし  | 出場なし | 出場なし | 出場なし | 出場なし | 出場なし |
| 計   | 優勝 0 回 | 0/2      | 0        | 0        | 0        | 0        |

### ラグビーワールドカップセブンズ
| 年   | ラウンド           | 順位     | 試       | 勝       | 負       | 分       |
| ---- | ------------------ | -------- | -------- | -------- | -------- | -------- |
| 2009 | ボウル準々決勝敗退 | 13       | 4        | 1        | 3        | 0        |
| 2013 | ボウル準優勝       | 10       | 6        | 3        | 3        | 0        |
| 2018 | 出場なし           | 出場なし | 出場なし | 出場なし | 出場なし | 出場なし |
| 計   | 優勝 0回           | 2/3      | 10       | 4        | 6        | 0        |

### ワールドセブンズシリーズ
- ※コアチームとして在籍したシーズンのみ
- 2012-2013シーズン - 7位(降格)